# Mariä Himmelfahrt (Pilsting)

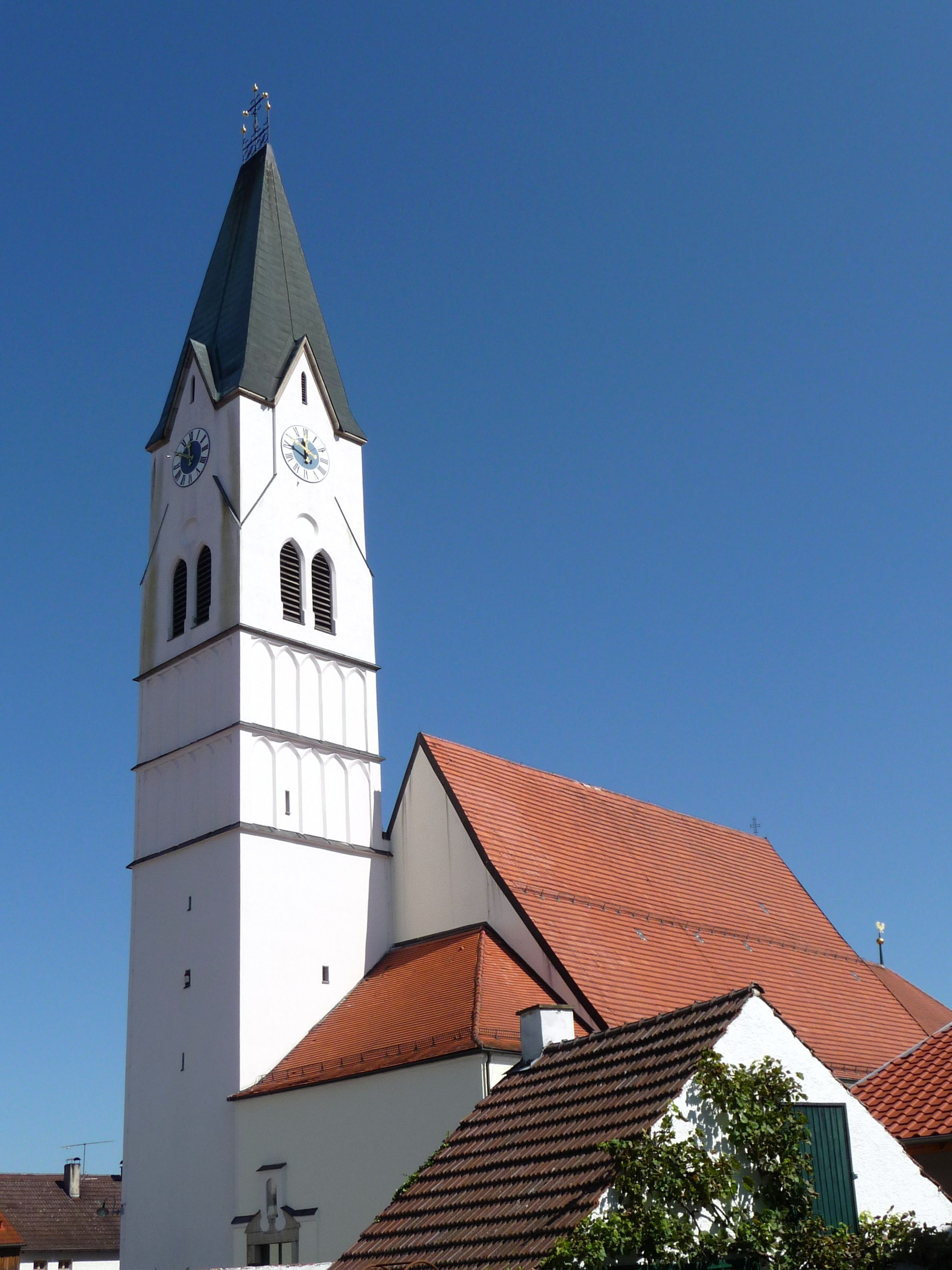
Außenansicht der Pfarrkirche Mariä Himmelfahrt von Südwesten

Die römisch-katholische Pfarrkirche Mariä Himmelfahrt in Pilsting, einem Markt im niederbayerischen Landkreis Dingolfing-Landau, ist eine spätgotische Staffelhallenkirche, die Ende des 15. Jahrhunderts fertiggestellt wurde. Aufgrund ihrer Größe wird sie auch als Dom im Moos bezeichnet, wobei die Bezeichnung Moos einen Bezug zu der ursprünglichen Auenlandschaft im unteren Isartal herstellt. Das Gotteshaus ist als Baudenkmal mit der Nummer D-2-79-132-7 beim Bayerischen Landesamt für Denkmalpflege eingetragen.

## Geschichte und Beschreibung
Der Vorgängerbau der Pfarrkirche Mariä Himmelfahrt geht auf das 13. Jahrhundert, also auf die Übergangszeit von der Romanik zur Gotik, zurück. Davon zeugen noch heute der Unterbau des Turmes sowie die westliche Vorhalle mit dem dort integrierten Portal. Auch einige Ausstattungsstücke wurden aus diesem Bau übernommen: der Marmor-Taufstein aus dem 13. Jahrhundert, das gotische Gnadenbild Maria mit dem Kinde aus dem 14. Jahrhundert sowie einige gotische Epitaphien der Herren von Köllnbach und Hoholtinger aus dem 14. und 15. Jahrhundert. Auch später noch war das Gotteshaus letzte Ruhestätte dieser Adelsgeschlechter, die ihren Adelssitz im nahegelegenen Großköllnbach hatten. Vor allem im 15. Jahrhundert war es außerdem Zentralkirche für einen weiten Umkreis und besaß eine wichtige Bedeutung als Wallfahrtskirche Unserer Lieben Frau auf dem Moos – daher wohl auch der noch heute geläufige Name Dom im Moos.
Der heutige spätgotische Bau in Form einer Staffelhalle wurde im Jahr 1491 vollendet und 1492 geweiht. Der Außenbau, bestehend aus einem fünfjochigen Langhaus und einem zweijochigen Chor mit Fünfachtelschluss, wird durch Strebewerk und spitzbogige Fensteröffnungen gegliedert. Im Laufe der Zeit wurde die Kirche mehrmals umgestaltet. So erfolgte 1754 die Barockisierung und 1878 im Zuge des Historismus die Regotisierung. Außerdem befindet sich am Chor ein moderner Oratoriumsanbau. In den Jahren 1984 bis 1986 erfolgte die letzte durchgreifende Sanierungsmaßnahme.

## Ausstattung

### Orgel
Der historische Prospekt der Orgel stammt aus dem Jahr 1860 und wurde erstellt, als die damalige Orgel von Anton Ehrlich aus Straubing restauriert wurde. In diesem Gehäuse wurde 1908 ein neues Instrument von Ignaz Weise aus Plattling erbaut. Das Kegelladeninstrument mit pneumatischer Spiel- und Registertraktur und freistehendem Spieltisch umfasste elf Register auf zwei Manualen und Pedal. Die Disposition lautete wie folgt:
| I Manual |              |       |
| 1.       | Principal    | 8′    |
| 2.       | Gamba        | 8′    |
| 3.       | Traversflöte | 4′    |
| 4.       | Mixtur       | 2 ⁄3′ |

| II Manual |            |    |
| 5.        | Salicional | 8′ |
| 6.        | Aeoline    | 8′ |
| 7.        | Quintatön  | 8′ |
| 8.        | Gedeckt    | 8′ |
| 9.        | Octav      | 4′ |

| Pedal |           |     |
| 10.   | Subbaß    | 16′ |
| 11.   | Violonbaß | 8′  |

- Koppeln: II/I, II/P, I/P, Super I, Super II/I, Sub II/I, Pedaloktavkoppel

Die heutige Orgel wurde 1975 von Michael Weise aus Plattling erbaut. Das Schleifladeninstrument mit mechanischer Spiel- und Registertraktur umfasst 16 Register auf zwei Manualen und Pedal. Die Disposition der heutigen Orgel, die 1975 lautet folgendermaßen:
| I Manual |                     |       |
| 1.       | Holzgedackt         | 8′    |
| 2.       | Blockflöte          | 4′    |
| 3.       | Principal           | 2′    |
| 4.       | Septenkornettino IV | 2 ⁄3′ |
| 5.       | Zimbel II           | 1⁄2′  |

| II Manual |             |       |
| 6.        | Bleigedackt | 8′    |
| 7.        | Fugara      | 8′    |
| 8.        | Principal   | 4′    |
| 9.        | Salicet     | 4′    |
| 10.       | Nachthorn   | 2′    |
| 11.       | Mixtur IV   | 1 ⁄3′ |

| Pedal |                  |       |
| 12.   | Subbaß           | 16′   |
| 13.   | Octavbaß         | 8′    |
| 14.   | Hohlflöte        | 8′    |
| 15.   | Schwegel         | 4′    |
| 16.   | Rauschpfeife III | 2 ⁄3′ |

- Koppeln: II/I, II/P, I/P

### Glocken
Die Pfarrkirche Mariä Himmelfahrt verfügt über ein vierstimmiges Geläut mit der Tonfolge es1–f1–as1–b1. Die zweitgrößte Glocke (Schlagton f1) stammt noch aus dem Jahr 1870 und wurde von Max Stern in Straubing gegossen. Die übrigen Glocken wurden als Ersatz für im Zweiten Weltkrieg beschlagnahmte Exemplare 1948 von der Glocken- und Kunstgießerei Petit & Gebr. Edelbrock in der westfälischen Stadt Gescher hergestellt.

## Umgebung

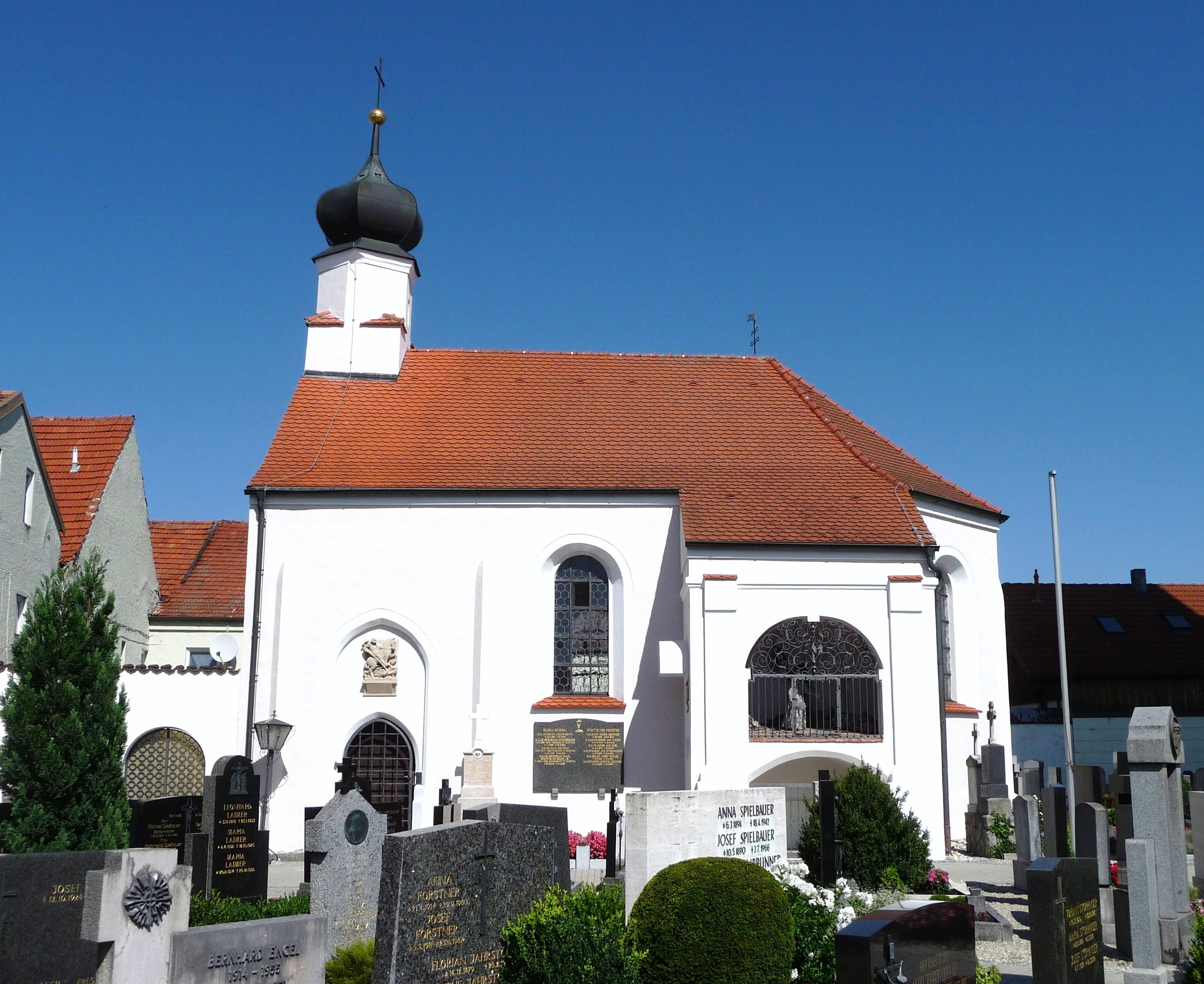
Friedhofs- und Kriegergedächtniskapelle

Die Pfarrkirche Mariä Himmelfahrt liegt – umgeben von einem großen Friedhof – am südöstlichen Ende des Pilstinger Marktplatzes. Unmittelbar westlich der Kirche befindet sich die Friedhofs- und Kriegergedächtniskapelle. Der ebenfalls spätgotische Bau wurde im 18. Jahrhundert barock umgestaltet und im Gegensatz zur Pfarrkirche nie regotisiert. Deshalb besitzt er heute rundbogige Fensteröffnungen und einen Dachreiter mit Zwiebelkuppel. Auf der Südseite befinden sich das noch immer spitzbogige Portal sowie ein kleiner Anbau, der als Ölbergkapelle dient.